# Jean Antoine Rossignol
Jean Antoine Rossignol   (París, 7 de novembre de 1759 - Anjouan, 27 d'abril de 1802) fou un general de les Guerres Revolucionàries franceses.

## Biografia

### Vida primerenca
Rossignol va començar les seves Memòries, publicades el 1820 per Victor Barrucand, amb les paraules: "Jo no vaig néixer en una família pobra. El meu pare, que va morir abans de néixer, era un Bourguignon. Va arribar a París i, després d'uns anys, Va buscar casar-se. Així va conèixer a la meva mare i es van casar. Dels cinc fills que van tenir, jo era el darrer". El 1774, amb 14 anys, després de tres anys d'aprenentatge d'orfebre, Rossignol, ple d'il·lusions i voler ser el propi mestre, va marxar cap a les províncies. Va recórrer etapes, aturant-se a Bordeus, La Rochelle i Niort, abans de lamentar la seva decisió de deixar París després de sis mesos i tornar-hi. Davant de dificultats per trobar feina, es va incorporar al Regiment d'infanteria del Royal-Roussillon a Dunkerque el 13 d'agost de 1775, abans de la caiguda de l'Antic Régime.
A l'esclat de la Revolució Francesa, Rossignol es trobava a París, segons paraules de les seves Memòries, "El 12 de juliol de 1789 no sabia res de la Revolució i no sospitava de cap manera que em pogués sostenir de cap manera." No obstant això, va participar en l'atac de la Bastilla el 14 de juliol de 1789 i en els dies revolucionaris del 20 de juny i el 10 d'agost (potser va ser l'home que va disparar a Galiot Mandat de Grancey el 10 d'agost).

## Vendée
Tinent coronel de la gendarmeria el 1793, general de brigada a la Vendée, sota la protecció del general Charles Philippe Ronsin, es va convertir en comandant en cap de l'"armée de l'Ouest" el 27 de juliol de 1793. Es va dedicar a saquejos generalitzats, i va reportar diversos èxits. Com a general, Rossignol va ser acusat d'incompetència pel seu subordinat, Augustin Tuncq. Els representants de la missió Léonard Bourdon i Philippe Charles Aimé Goupilleau de Montaigu van ser cesats el 23 d'agost de 1793, però tot i així va ser defensat per Georges Danton i el va fer tornar el 28 d'agost de 1793 per la Convenció nacional, recolzada per Robespierre i Hébert al Club des Jacobins el setembre de 1793. Després es va convertir en comandant en cap de l'" armée des côtes de Brest", de l'"armée de l'Ouest" i de l'"armée des côtes de Cherbourg" el 12 de novembre de 1793 (22 brumaire any II). Va ser restablert en aquest paper diverses vegades malgrat diversos contratemps i una notòria incapacitat.
Va proposar un pla als defensors del consell de guerra de Saumur, anomenat absurd per Philippeaux i també pels soldats de l'"armée de Mayence", interessats en el resultat. Rossignol va insistir i va demostrar que el projecte que va donar suport era l'únic que es podia executar. Els vots es van dividir per igual, i va dir: "Veig en què estic; el pla és indiscutible, i jo era el que molestava a tothom; ah, bé, em jubilo: la nostra gran decisió no ha d'absentar les rivalitats personals; accepto, servint sota les ordres de Canclaux, per acabar amb totes les disputes, si Canclaux vol comandar la marxa que imposa." Aquest gest no va decidir ningú i Rossignol, en abstenir-se de participar en la segona votació, va permetre als seus oponents triomfar en principi, però només en principi, perquè la marxa de gir que van decidir va suposar els retards que sabia que seria i la gloriosa derrota dels mateixos maians. Es pot creure que el pla de Rossignol, un ignorant general, no va ser el millor, però hom, tenint una opinió autoritària sobre cert valor, la del Napoleó mateix. A jutjar les operacions de la guerra a distància, de la Vendée va declarar que l'únic partit que havia de prendre el Consell de Saumur era marxar directament i en massatge, tot explicant en diverses línies el pla proposat per Rossignol. La conducta del general Rossignol a la guerra de la Vendée, com la de tots els generals herbertistes, va ser poc apreciada pels historiadors que escrivien a distància de les passions d'aquest conflicte. L'opinió del general Turreau en el seu Mémoires pour servir à l'histoire de la Vendée  era el més proper a la veritat i als motius ultres que presidien el destí de Rossignol.

## Vida posterior
Finalment cessat del càrrec pel Comitè de Salut Pública, l'abril de 1794, després de desavinences amb Billaud-Varenne durant la missió de Montagnard diputat per Saint-Malo, es retirà a Orléans, reingressant a la vida civil. Empresonat durant diversos dies després de la reacció termidoriana, va estar compromès en la conjuració des Égaux de Babeuf, però va aconseguir exonerar-se davant de l'Alt Tribunal de Vendôme. Va servir al Directori francès sense conviccions, continuà tot el temps (li semblava) un militarisme popular clandestí al suburbi on havia nascut. Després de la trama del carrer Saint-Nicaise, Bonaparte va aprofitar aquesta oportunitat per desfer-se de Rossignol, empresonant-lo. Traspassat de presó a presó, fou condemnat a deportació a les Seychelles el 1801, amb altres jacobins, després traslladat a les Comores. Rossignol va morir a Anjouan el 1802, però la gent es va negar a creure que el seu heroi havia mort; semblava en aquell moment que es va suïcidar dels Fauborg. Rossignol va sobreviure així en els records, i va prendre una posició en la llegenda després de la mala novel·la de quatre volums Le Robinson du Faubourg Saint-Antoine.